# كريستوف فيرون
كريستوف فيرون (بالفرنسية: Christophe Ferron)‏ هو مدرب كرة قدم ولاعب كرة قدم فرنسي في مركز الدفاع، ولد في 27 أكتوبر 1970 في لو مان في فرنسا. لعب مع ستاد لافالوا ونادي لوريان.

## وصلات خارجية
- كريستوف فيرون على موقع قاعدة بيانات كرة القدم.إي يو (الإنجليزية)
- كريستوف فيرون على موقع Soccerway.com (الإنجليزية)
- كريستوف فيرون على موقع عالم كرة القدم.نت (الإنجليزية)
- كريستوف فيرون على موقع GSA (الإنجليزية)